# Tomás De Vincenti
Tomás De Vincenti (Buenos Aires, 9 februari 1989) is een Argentijns voetballer die als aanvallende middenvelder speelt.
De Vincenti kwam in 2009 naar Griekenland bij PAS Giannina. Daar brak bij, na een verhuur, door en werd door Olympiakos gecontracteerd. Daar zou hij niet spelen en werd eerst aan zijn oude club verhuurd en in 2014 aan APOEL FC waarmee hij landskampioen werd en de beker won. De Vicenti deed het goed en de Cypriotische club nam hem in de zomer van 2014 definitief over. In 2016 ging hij in de Dubai voor Al-Shabab spelen. In 2017 fuseerde de club tot Shabab Al-Ahli. De Vicenti verliet de club in oktober 2017. Daarop tekende hij in 2018 bij APOEL Nicosia.